# Squalus bucephalus
 Squalus bucephalus  — вид рода усатых колючих акул семейства катрановых акул отряда катранообразных. Обитает юго-западной части Тихого океана. Встречается на глубине до 880 м. Максимальный зарегистрированный размер 90 см. Не представляет интереса для коммерческого рыболовства.Вид известен всего по нескольким экземплярам.

## Таксономия
Впервые научно вид описан в 2007 году. Он был обнаружен в ходе исследования биологического разнообразия Океании, проводимого французским Исследовательским институтом развития. Из четырёх пойманных особей в качестве голотипа был выбран неполовозрелый самец длиной 56 см.   Видовой эпитет происходит от слова греч. Βουχέφαλος — «Бычеголовый».

## Ареал
Squalus bucephalus обитают в юго-западной части Тихого океана от Тасманова моря до Новой Каледонии. Эти акулы встречаются на континентальном склоне на глубине от 448 до 880 м.

## Описание
Максимальный зарегистрированный размер составляет 90 см. У этих акул крупная округлая голова. На уровне рта её ширина составляет 12,1—13,5% от длины тела.  Рыло короткое и притуплённое. Ноздри обрамлены складками кожи. Овальные глаза среднего размера вытянуты по горизонтали. Во  внешних уголках имеются выемки. Рот практически прямой, по углам имеются длинные бороздки. Во рту 26—27 верхних и 22—24 нижних зубных рядов. Каждый зуб оканчивается единственным остриём. 5 пар жаберных щелей, из которых первые 4 короткие, а пятая — длинная. Расстояние от кончика рыла до первого спинного плавника в 3,9—4 раз превышает длину переднего края грудных плавников. Позади глаз имеются брызгальца. У основания спинных плавников имеются длинные шипы. Вершины спинных плавников закруглены. Второй спинной плавник меньше первого, его основание расположено позади основания брюшных плавников. Основание первого спинного плавник находится над основанием грудных плавников. Грудные плавники среднего размера, закруглены. Брюшные плавники маленькие. На хвостовом стебле имеются латеральные кили. Анальный плавник отсутствует. Тело веретенообразной формы, сильно сужается к хвостовому стеблю. Хвостовой плавник асимметричный, верхняя лопасть намного больше нижней. Тело покрыто мелкими не перекрывающими друг друга плакоидными чешуйками. В отличие от прочих катрановых акул у Squalus bucephalus чешуйки имеют как один, так и три каудальных зубца. Окраска тёмно-коричневого цвета, брюхо светлее. 

## Биология
О биологии этих редких акул практически ничего не известно. Самцы достигают половой зрелости при длине 90 см.

## Взаимодействие с человеком
Вид не представляет интереса для коммерческого промысла. Вероятно, в качестве прилова иногда попадает в рыболовные сети. Данных для оценки Международным союзом охраны природы статуса сохранности вида недостаточно.